# EncFS
EncFS е свободен софтуер (GPL). Използва FUSE-базирана криптографска файлова система. Необходими са две директории при монтирането на EncFS файловата система: директория „източник“, в която се намират криптираните файлове, и директория, в която
се монтират файловете от директорията „източник“ в декриптиран вид. Файловете се криптират посредством ключ, който се намира
в директорията „източник“; използва се парола, за да се декриптира този ключ.